# 이담명
이담명(李聃命, 1646년 ~ 1701년)은 조선시대 후기의 문신, 정치인, 성리학자, 실학자이자 시인이며 청백리이다. 예송 논쟁 당시 남인의 주요 논객 중의 한사람이기도 하다. 본관은 광주(廣州)이고 자는 이로(耳老), 호는 정재(靜齋), 정암(靜巖)이다. 미수 허목(許穆), 백호 윤휴(尹鑴)의 문인이다.
1666년(현종 7) 생원시에 합격하여 생원이 되고, 1670년 별시문과에 을과로 급제, 이후 성균관에서 6년간 근무하다가 승정원주서가 되고 홍주목사, 승지 등을 지내다가 경신환국으로 파직되었다. 이때 초산으로 유배되는 아버지 이원정을 따라 갔다가 소환되어 아버지 이원정의 장살을 목격하고, 서인에게 원한을 품게 된다. 이후 그는 9년간 부친의 피묻은 적삼을 입고다녔다고 한다. 그 뒤 기사환국으로 복직되어 형조참의, 우승지, 전라도관찰사, 경상도관찰사, 대사간, 대사헌 등을 역임하고 이조참판(吏曹參判), 부호군에 이르렀다.
효종을 서자, 중자로 규정한 서인(西人) 송시열, 송준길의 예론을 맹공격하고 1675년에는 송시열의 죄를 고묘하자는 주장을 하기도 했다. 경신환국으로 파직되었다가 복직하여 승지, 대사헌, 이조참판 등을 두루 지냈다. 1694년 갑술옥사로 삭출되었다가 1696년 사간원사간으로 복직했으나 이듬해 다시 유배되었고 1699년 풀려났다.
여러 국정운영과 시정 개혁에 대해 구체적인 의견을 제시하였고, 서인을 공격하였다. 당색으로는 남인 청남이며 경상도관찰사로 재직 중 선정을 베풀고, 1690년(숙종 16) 영남 대흉년에 관찰사로 백성들을 구제하여 도민들이 영사비(永思碑)가 건립하였다.

## 생애

### 초기 활동

#### 출생과 가계
1646년 이조판서 이원정(李元禎)과 벽진이씨(碧珍李氏)의 아들로 태어났다. 공조참의를 지낸 이윤우(李潤雨)의 증손으로, 할아버지는 수찬 이도장(李道長)이고, 아버지 이원정은 이조판서를 지냈으며 어머니는 벽진이씨(碧珍李氏)로 승정원좌부승지를 지낸 이언영(李彦英)의 딸이다. 어려서부터 기억력이 좋았고 글과 시를 잘 지었다.
일찍이 아버지 이원정의 스승이자 이황과 정구의 학통을 계승한 미수 허목(許穆)의 문하에서 학문과 글을 수학하였다. 여기서 이서우, 이하진, 목래선, 유형원 등을 만났다. 뒤이어 윤휴의 문하에도 출입하며 사서 육경을 배웠다.

#### 과거 급제
당색으로는 남인으로 1666년(현종 7) 생원시에 장원(壯元)으로 합격하여 생원이 되고, 이후에도 학문 수학에 전념하다가 1670년 별시문과에 을과로 급제하여 관직에 나갔다. 그러나 그해의 과거 합격자 방(榜)에서 빠진 것 때문에 어버지 이원정과 그는 서인(西人)을 원수처럼 미워하였다.
이에 당시 고시관의 한사람이던 그의 아버지 이원정이 자신의 시험 때를 설명하여 시관들이 취하게 되었는데, 그해 12월까지 사헌부, 사간원, 홍문관에서 그를 파방해야 된다고 탄핵하였다. 그가 시험볼 때 고시관이었던 아버지 이원정의 개입은 두고두고 서인에서 그를 공격하는 빌미가 된다.

### 관료 생활

#### 관료 생활 초반
바로 성균관학유가 되고, 이후 성균관에서 강학하다가 1674년(현종 15년) 승정원가주서가 되었다. 이어 봉상시봉사를 거쳐 1675년 4월 승정원주서가 되었다. 이후 춘추관에 들고 승정원 주서로 사초와 승정원일기 편찬에 참여하였다. 그해 홍문록에 추천되었고 송시열의 처벌 문제를 놓고 남인이 청남과 탁남으로 갈라지자 일단 관망하였다.
1675년 7월 부제학(副提學) 이당규(李堂揆) 등이 추천한 홍문록의 16인의 한사람으로 선발되었고, 10월 의정부에서 추천한 홍문록의 한사람으로도 선발되었다. 이때 검열(檢閱) 조지겸(趙持謙)이 윤휴의 복제 3년의 논의를 비윤리적이라고 공격하고, 이때 청남에서 그를 예문관에 천거하였으나 조지겸은 거절하였다. 그해 11월 1일 북평사(北評事)가 되었는데, 멀리 가는 것을 꺼려하여 부임하지 않으려고 하였다. 그러나 11월 2일 특별히 사간원정언(正言)으로 보직이 변경되었다. 1676년 1월 5도체찰사 허적의 천거로 그의 종사관(從事官)이 되었다.
1676년 3월 지평(持平)을 겸임하고, 4월 부수찬(副修撰)을 거쳐 체찰사부 종사관 자격으로 경연에 입시하였고, 5월 경연검토관(檢討官), 헌납(獻納)을 지냈다. 6월 수찬(修撰), 이조 좌랑(吏曹佐郞), 1677년 1월 수찬(修撰), 교리(校理), 4월 교리(校理)를 지냈다. 이 기간 중 경연관을 겸하였다.
1677년 6월 송시열 고묘가 무산되자 사직을 청하였으나 왕이 들어주지 않았다. 7월 이조 정랑(吏曹正郞)이 되었다. 9월 이조정랑 재직 중 숙종에게 건의하여 '여러 관사(官司)마다 문관(文官) 1인을 각기 정하여, 문관이 지체되는 걱정을 없앨 것과, 호조(戶曹)와 형조(刑曹)의 낭관(郞官) 각 1명은 반드시 일찍이 사간원과 승정원의 관직을 지낸 사람으로 차출(差出)하는 일을 정식(定式)으로 삼을 것을 청하여 숙종이 들어주었다. 그해 12월 의정부사인(舍人)이 되었다.

#### 관료 생활
1678년 1월 집의(執義), 3월 교리(校理), 응교(應敎), 윤 3월 부응교(副應敎)를 지냈다. 이어 대사헌 오정위(吳挺緯)와 함께 김수흥(金壽興), 최석정(崔錫鼎)을 공격하였다. 4월 시독관(侍讀官)으로 공명첩 남발을 없앨 것을 건의하여 성사시켰다.
| “ | 당나라 숙종(肅宗) 때에 공명 고신(空名告身)을 가지고 군공(軍功)에 상(賞)을 주던 것은 대개 부득이한 데서 나왔는데, 범조우(范租禹)는 그것이 난망(亂亡)한 정사가 됨을 기롱하였습니다. 근년 이래로 수만(數萬)의 출신(出身)들이 진실로 크게 명분(名分)을 손상하면서 매작 모속(賣爵募粟) 하는 길이 또 크게 열렸습니다마는, 요즈음은 연중(筵中)에서 주전(鑄錢)하는 일 때문에 또 공명 고신을 내주자는 청(請)이 있으니, 이는 흉년에 구민(救民)하려는 계책에서 나온 것이라도 오히려 구차하다고 하는데, 하물며 주전(鑄錢)이겠읍니까? 청컨대 일체 막으소서. | ” |

1678년 5월 특별 승진하여 승지(承旨)가 되었다. 6월 17일 가뭄의 원인을 1670년, 71년, 75년에 굶어죽은 사람들 때문이라며 굶어죽은 사람들에 대한 위령제를 지낼 것을 건의하여 성사시켰다.
8월 다시 승지(承旨)가 되고, 1679년 1월 대사간(大司諫)이 되었다. 그해 2월 사사로이 역마를 탔다 하여, 역시 사사로이 역마를 탄 아버지 이원정과 함께, 교리(校理) 심단(沈檀)의 탄핵을 받고 추고당했다. 4월 승지, 5월 다시 승지가 되었다. 그해 7월 홍우원이 떠날 때 그를 머물러 있게 할 것을 청하고, 홍우원이 편당이 없음을 변호하였다 하여 파직당하였다. 1679년 8월말 비변사 회의에 의해 서용의 명이 내려졌다. 이후 홍주목사로 부임하였다.
승려 처경(處瓊)이 소현세자의 유복자라고 주장하자 이를 거짓이라 판단하고 그를 처형케 하였으며, 호포제(戶布制)의 의견이 일어났을 때는 그것에 극력 반대하는 등 부세(賦稅)문제 등의 국정에 대해 구체적인 의견을 제시하였다. 그러나 서인들은 그의 개혁안을 거부하였다.

#### 남인 중진과 송시열 공격
이 기간 중 그는 스승인 허목, 윤휴, 이수경, 이서우 등과 함께 서인 등을 공격하였다. 1674년의 2차 예송 논쟁에서 서인이 패하고 남인의 견해가 채택되자 송시열(宋時烈)이 왕실 전례를 그르쳤다며 계속 공격하였고, 효종을 서자, 중자로 규정한 서인(西人) 송시열, 송준길의 예론과 그것을 추종한 김수항 등을 공격하며 남인 중진으로 입지를 다져나갔다.
이후에는 송시열의 죄를 고묘(誥廟, 종묘에 고하자)해야 된다며 공세를 폈다. 그의 송시열의 고묘 주장에 놀란 서인들은 그의 사소한 흠까지 들춰내며 공격하고 물고늘어졌다. 그의 송시열 고묘 주장을 서인에서 송시열 사형으로 이해하자, 다른 남인들이 변호하여 고묘만 하는 것이지 사형을 시키자는 뜻은 아니라며 윤원형의 전례를 들어 그를 두둔하였다.
1679년 승지(承旨)로 재직 중 서인들에 의해 홍우원(洪宇遠), 윤휴의 당으로 몰리면서 파직되었다.
1680년 경신대출척 때 남인 강경파인 관계로 서인들의 탄핵을 받고 삭직되었다. 경신대출척으로 남인이 축출될 때, 파직되었으며 초산에 유배된 아버지 이원정을 따라 유배지로 갔다. 그러나 서인들의 맹공격으로 허적, 윤휴가 사사되면서 아버지 이원정 역시 서인들의 맹공격을 받고 사사당하였다. 그의 스승이자 남인 당수 허목을 제외한 남인의 중견 간부들이 대부분 사형당했고, 그의 아버지 이원정의 사형 역시 서인의 공작에 의해 사형되었다. 또한 서인들은 그를 죽여야 된다고 주장하였다.
한편 1681년 가례 후 특별사면령이 내려질 때 이담명을 서용해야 된다는 주장이 나왔으나 승정원의 반대로 그만두었다. 한편 경신환국으로 아버지 이원정이 유배되고 얼마 후 장살되는 억울한 화를 모두 지켜보면서 울분을 품게 되고, 허견의 옥사나 허새의 옥사와 관련없는 아버지 이원정의 죽음을 억울하고 원통히 여겨 아버지의 피묻은 적삼을 9년 동안 입고 다녔다 한다.

#### 정치 개혁안 제출
아버지의 원통한 죽음을 보고는 산림에 숨어 살고자 했으나 1682년 업무능력을 인정받고 특별히 석방, 풀려나왔고 그해 곧 복관되었다. 1683년(숙종 9) 승정원우승지, 대사헌 등을 지냈다. 이후 전라도 관찰사, 경상도 관찰사 등의 지방관을 역임하고 되돌아와 부제학, 이조참판 등을 역임하였다. 경상도관찰사로 있을 때는 구휼에 힘쓰고 백성들에게 선정을 베풀어, 이임할 때 도민들이 그를 붙잡았다 하며 그 업적을 기리기 위하여 영사비(永思碑)가 건립되었다.
스승 허목과 동문인 유형원 등의 영향을 받아 부정 부패와 시정의 폐단을 거침없이 지적하였다. 외직에 있을 때에는 민생을 직접 탐방, 견문하여 민생고를 파악하고 이 사실과 군정(軍政)·호포(戶布)·시재(試才) 등의 시폐를 지적하여 이를 시정할 것을 청하는 상소를 여러 번 올렸으며, 국정운영에 대한 여러 가지 의견을 숙종에게 여러 번 상소로 올렸다. 충주의 관둔전(官屯田)을 공주에 넘기는 것을 극렬 반대하였다.

#### 기사환국과 복직
1689년 기사환국으로 복귀하면서 경신환국과 허영, 허새의 옥사 사건과 역모날조를 주동했던 김익훈, 김석주를 비롯한 서인 인사들을 맹공격하여 이들의 처벌을 주도하였다. 그해 2월 형조 참의(刑曹參議)가 되고 아버지 이원정의 죽음이 원통하다며 상소를 올렸다.
| “ | 체찰부(體察府)를 다시 설치하자는 것이 신(臣)의 아비의 평생의 죄안(罪案)이 되었는데, 이 논의로 말하자면 실로 김석주(金錫胄)에게서 비롯된 것입니다. 신의 아비는 김석주에게서 듣고 성상께 아뢴 까닭으로, 신의 아비가 체포되려던 즈음에 김석주가 이르러 자신이 증거하려 한다고 하면서 신의 아비가 귀양갔을 때에 보낸 편지가 아직도 있습니다. 그러나 다시 국문(鞫問)을 당하게 되자, 김석주는 말하지 않았을 뿐만 아니라, 도리어 돌까지 던지며 이남(李柟)과 친밀하였음도 또 신의 아비의 죄가 된다고 하였습니다. 그리고 신의 아비와 오정일(吳挺一)은 매우 친하였습니다만 이정(李楨)과 남(柟)은 곧 오정일의 생질인 까닭으로 신의 아비가 혹 서로 알았다고 하더라도 또한 일찍이 비난하고 배척하는 말이 있기도 하였으니, 어찌 친밀하다고 할 수가 있겠습니까? 오정창(吳挺昌)이 오히려 말한 것은 단지 신의 아비가 영남 사람으로서의 시의(時議)에 거스림이 가장 심하였던 까닭으로 그 즐겨 듣기를 바라고서 그랬던 것일 뿐입니다. 아비의 원통함이 비록 신원(伸寃)되었다 하더라도 신은 불충(不忠)하고 불효(不孝)하니, 어찌 하늘을 이고 땅을 밟으며, 다시 조정(朝廷)을 욕되게 할 수 있겠습니까? | ” |

그해 3월 승지가 되었다. 이어 대제학의 직이 결원이자 전임자가 추천하는 것이 관례였으나 전임자가 없을 때 비변사에서 추천케 할 것을 숙종에게 건의하여 성사시켰다. 윤 3월 옥에 갇힌 서인 이사명을 성토하였다. 윤 3월 5일 전라도 관찰사(全羅道觀察使)로 나갔다.
1689년 윤 3월 19일 대사간(大司諫)에 임명되어 부임하던 길에 다시 되돌아왔다. 이때 다른 남인 중진들과 함께 송시열의 사형을 적극 건의하였다. 이때 그는 아버지의 원수를 갚는다고 일컬으면서 정당성을 찾으려 하였다. 그해 4월 부제학(副提學), 5월 다시 부제학이 되고, 8월 도승지(都承旨)가 되었다. 그해 8월 경상도 진사(進士) 이원백(李元白)을 사주하여 민정중을 탄핵하였다. 10월 예조참판으로 경연에서 민정중을 성토하였다.
| “ | 민정중은 나라의 대대(大憝)이니 어찌 홀로 신의 사사로운 원수 뿐이겠습니까? 김석주(金錫胄)·김수항(金壽恒)의 화(禍)도 오히려 특히 심함에 이르지 아니하였는데, 민정중이 오게 되면서는 한층 더하였고, 허적(許積)과 윤휴(尹鑴)를 죽일 적에 김수항이 민정중의 사색(辭色)에 따라 하였으니, 민정중의 죄는 김수항보다 더 합니다. 신은 화(禍)가 쌓인 가운데 죽지 아니하고 오늘에 이르러 치우치게 망극(罔極)한 은혜를 입었으나, 생각이 이에 미치자 심장과 쓸개가 찢어지는 듯합니다. | ” |

이어 민정중을 맹공격하여 사약을 내리게 했고, 그해 11월 행부제학(副提學)이 되었다.
1690년(숙종 16년) 2월 부제학(副題學), 5월 도승지(都承旨)를 거쳐 겸우부빈객(兼右副賓客)으로 세자를 보도하였다. 5월 겸 부제학(副提學)이 되고 6월 홍문록에 권중경(權重經)·김원섭(金元燮)·윤정화(尹鼎和)·유재(柳栽)·유헌장(柳憲章)·송유룡(宋儒龍)·허경(許熲)·이준(李浚)·성관(成瓘)·나학천(羅學川)·이우진(李宇晋)·조식(趙湜)·이인엽(李寅燁)·심중량(沈仲良)·심최량(沈最良)·이동근(李東根)·홍돈(洪墩) 등 17인을 뽑아들였다. 7월 3일 경상도 관찰사(慶尙道觀察使)로 부임하였다.
1690년 12월 조정에 품의(稟議)하지 않고 마음대로 신역(身役)을 감면했다는 이유로 좌의정 목내선(睦來善)의 탄핵을 받고 추고당했다. 1691년 2월 대동 수미(大同收米)를 대여하거나 원하는 사람에게만 주었다 하여 성균관좨주 이현일에게 탄핵당하였다.

### 생애 후반

#### 유배와 복직
1691년 5월 부제학, 8월 대사헌(大司憲), 10월 대사성(大司成)이 되었다. 1692년 3월 다시 대사헌이 되고 그해 4월에는 서인 온건파이자 인현왕후의 백부 민정중을 사형시켜야 된다며 공격하였다. 그러나 이는 경신대출척 당시 그의 아버지 이원정을 심문한 위관이 민정중이었으므로 세간에는 보복으로 인식되었다. 5월 부제학(副提學), 8월 대사헌(大司憲), 1693년 3월 대사간(大司諫), 5월 부제학(副提學), 7월 이조 참판(吏曹參判)이 되었다.
1694년 이조참판(吏曹參判)이 되었다가 부호군(副護軍)으로 전임되었다. 그해 4월 갑술환국(甲戌換局)으로 서인이 집권하면서 서인들의 공격을 받고 파직, 창성에 유배되었다. 이때 그가 장희재의 집에 들어가 모의한다는 이유로 공격을 당했으나 혐의점이 밝혀지지 않아 역률은 추시되지 않았다. 서인들은 그를 죽여야 된다고 여러번 주장하였으나 잘못이 없었으므로 숙종은 받아들이지 않았다. 유배를 떠나면서 노모 정경부인 벽진 이씨(완석정 이언영의 딸)를 이별해야 하는 심사를 표현한 것이 사로친곡으로, <사로친곡십이장>은 유명해지고 폭넓게 인용되었다.

#### 최후
1696년 7월 풀려나 사간(司諫)이 되었다. 그러나 1697년 다시 충청남도 남포로 유배되었다가 1699년 풀려났다. 이후 학문 연구와 후학 양성, 시문 등으로 소일하였다.
관직생활 중 청렴성을 인정받기도 했다. 시와 글을 잘 지었고, 저서로는 《정재문집》, 《서전차의 書傳箚疑》,《기뇌홍 記雷虹》 등이 있고, 시문을 많이 남겼다. 1701년에 병으로 세상을 떠났다.

### 사후
묘비는 그의 친구인 승지 성주 배정휘(裵正徽)가 썼다.
그의 청렴함을 인정받아 경상도 도민들이 그의 영사비를 세웠다. 경상북도 칠곡군 왜관읍에는 그의 공적비(이담명 공적비)가 세워지기도 했다. 후에 불천지위로 지정되었다.

## 저서
- 《정재문집》
- 《서전차의 書傳箚疑》
- 《기뇌홍 記雷虹》

## 가족 관계
- 친 증조부 : 이윤우(李潤雨)
- 양 증조부 : 이영우(李榮雨)
  - 할아버지 : 이도장(李道長)
    - 아버지 : 이원정(李元禎)
    - 어머니 : 벽진이씨, 이언영(李彦英)의 딸
      - 동생 : 이한명(李漢命)
      - 제수 : 평운군(平雲君) 이구(李俅)의 딸
      - 동생 : 이우명(李佑命)
      - 부인 : 전주이씨, 이석규(李碩揆)의 딸

## 시
| “ | 사노친곡 봄은 오고 또 오고 풀은 푸르고 또 푸르니 나도 이 봄 오고 이 풀 푸르기 같이 어느 날 고향에 돌아가 노모께 뵈오려뇨 친년(親年)은 칠십오(七十五)요 영로(嶺路)는 수천 리오 돌아갈 기약은 갈수록 아득하다 아마도 잠 없는 중야(中夜)의 눈물계워 설웨라 길이 멀다하다 나면 아니 가랴터냐 말이 파리하다 타면 아니 네라터냐 가고난 후면 노모 귀령(歸寧) 할 일이지만 천진우위(遄臻于衛)인마는 불하유해(不瑕有害)라 이를 저어 하노라 적리(謫裏) 광음(光陰)은 사 년이 벌써 되고 천외가향(天外家鄕)은 만 리에 아득하니 몸이 못 가거든 기별(奇別)이나 들었으면 아무리 척흘첨망(陟屹瞻望)을 말하랴 한들 얻을손가 | ” |

## 기타
아버지 이원정이 장살당하는 장면을 목격한 그는 원통히 여겨 아버지의 피묻은 적삼을 9년 동안 입고 다녔다 한다. 또한 공석과 사석에서 아버지의 원수를 갚는다고 말하고 다녀 회자화되기도 하였다. 유배생활 중 고향에 있는 70고령의 노모를 그리는 시 12수인 사노친곡(思老親曲)을 지었다. 이는 널리 회자화되어 알려졌다.

### 아버지 이원정의 과거시험 개입 문제
그가 과거시험을 주관할 무렵인 1670년 11월 아버지 이원정은 과거 시험의 고시관의 한사람으로 시험을 주관하였다. 그런데 이때 전시의 합격자 이담명(李聃命)의 일에 개입했다 하여 문제가 되었다. 이담명의 답안지 대책문(對策文) 가운데 중두(中頭)와 당금(當今), 편종(篇終)의 세 곳의 성책(聖策) 위에 모두 ‘복독(伏讀)’ 두 자를 빠뜨려 문제되었다. 그러나 여러 시관이 이담명의 문장을 취하려 하다가 규격에 어긋나서 망설이던 차에 시관의 한사람인 이원정이 자기가 과거를 볼 때의 일로 증명하자 여러 의논이 있다가 합격되었다.
이에 대사간 남이성이 이를 문제삼기도 했다. 이어 우의정 홍중보, 부호군 김우형(金宇亨), 부호군 이단하(李端夏), 교리 김석주 등이 이를 문제삼았고, 11월 19일에는 집의 이익상이 그를 탄핵했다가 지평 이우정이 그의 잘못을 인정하면서도 대신을 공격했다고 이익상을 공격하여 논란이 되었다. 이어 사헌부지평 이익상이 그를 탄핵하였고, 이후 1671년 2월말까지 매일 서인계 언관들이 계속 그를 공격하였다.
1671년 2월 왕의 하교로 무마되었다. 그러나 이후에도 계속 이담명이 불합격인데 아버지 이원정의 개입으로 합격했다며 오랫동안 서인계 언관들이 공격하였다.

### 사사로운 보복
1690년 대사헌(大司憲)으로 재직 중 계속 상소하여 민정중(閔鼎重)을 목베도록 청했으나 숙종이 허락하지 않았다. 오로지 사사로운 원수를 보복하려 하여 감히 소장(疏章)을 올려 민정중을 계속 논박할 때 마치 공론(公論)으로 시비(是非)하듯이 하였으나 사람들은 그가 아버지 이원정의 형관이라 사사로운 이유로 보복을 하려는 것으로 해석하고 부정적으로 보았다.

## 같이 보기
| - 갑인예송 - 기사환국 - 경신환국 - 갑술환국 - 남인 - 허목 - 허적 - 윤휴 - 송시열 - 송준길 - 윤선도 - 이원정 - 정구 | - 홍우원 - 권대재 - 민암 - 민유중 - 민정중 - 민종도 - 김수항 - 김석주 - 유형원 - 이현일 - 장현광 - 연산군 - 폐비 윤씨 | - 김수흥 - 김익훈 - 민암 - 유형원 - 이서우 - 이수경 - 이시명 - 윤선거 - 윤증 - 박세채 - 박세당 |

## 관련 서적
- 정구선, 조선의 출셋길 장원급제 (팬덤북스, 2010)
- 이덕일, 당쟁으로 보는 조선 역사 (석필, 2005)